# Parthenos tenebrosa
Parthenos tenebrosa är en fjärilsart som beskrevs av Rothschild 1915. Parthenos tenebrosa ingår i släktet Parthenos och familjen praktfjärilar. Inga underarter finns listade i Catalogue of Life.